# Esteban Alvarado
Esteban Alvarado (Puerto Limón, 1989. április 28. –) Costa Rica-i korosztályos válogatott labdarúgó, a Saprissa kapusa.

## Pályafutása

### Klubcsapatokban
Alvarado a Costa Rica-i Puerto Limón városában született. Az ifjúsági pályafutását a Saprissa akadémiájánál kezdte.
2009-ben mutatkozott be a Saprissa felnőtt keretében. 2010-ben a holland első osztályban szereplő AZ Alkmaar, majd 2015-ben a török első osztályban érdekelt Trabzonspor szerződtette. 2019-ben az Alajuelenséhez, majd a Heredianóhoz igazolt. 2021-ben a Limónhoz csatlakozott. 2021 nyarán visszatért a Heredianóhoz. 2023. január 31-én szerződést kötött a Saprissa együttesével. Először 2023. március 25-én, a Puntarenas ellen idegenben 3–2-es vereséggel zárult bajnokin lépett pályára.

### A válogatottban
Alvarado az U20-as korosztályú válogatottban is képviselte Costa Ricát.
2010-ben debütált a Costa Rica-i válogatottban. Először 2010. augusztus 11-én, Paraguay ellen 2–0-ás vereséggel zárult barátságos mérkőzésen lépett pályára.

## Statisztikák
2023. május 7. szerint
| Klub        | Szezon   | Osztály          | Bajnokság | Bajnokság | Kupa  | Kupa | Nemzetközi | Nemzetközi | Összesen | Összesen |
| Klub        | Szezon   | Osztály          | Meccs     | Gól       | Meccs | Gól  | Meccs      | Gól        | Meccs    | Gól      |
| ----------- | -------- | ---------------- | --------- | --------- | ----- | ---- | ---------- | ---------- | -------- | -------- |
| AZ Alkmaar  | 2010–11  | Eredivisie       | 6         | 0         | 0     | 0    | —          | —          | 6        | 0        |
| AZ Alkmaar  | 2011–12  | Eredivisie       | 34        | 0         | 3     | 0    | 16         | 0          | 53       | 0        |
| AZ Alkmaar  | 2012–13  | Eredivisie       | 34        | 0         | 5     | 0    | 2          | 0          | 41       | 0        |
| AZ Alkmaar  | 2013–14  | Eredivisie       | 38        | 0         | 5     | 0    | 13         | 0          | 56       | 0        |
| AZ Alkmaar  | 2014–15  | Eredivisie       | 26        | 0         | 3     | 0    | —          | —          | 29       | 0        |
| AZ Alkmaar  | Összesen | Összesen         | 138       | 0         | 16    | 0    | 31         | 0          | 185      | 0        |
| Trabzonspor | 2015–16  | Süper Lig        | 14        | 0         | 2     | 0    | —          | —          | 16       | 0        |
| Trabzonspor | 2016–17  | Süper Lig        | 3         | 0         | 6     | 0    | —          | —          | 9        | 0        |
| Trabzonspor | 2017–18  | Süper Lig        | 3         | 0         | 5     | 0    | —          | —          | 8        | 0        |
| Trabzonspor | 2018–19  | Süper Lig        | 0         | 0         | 1     | 0    | —          | —          | 1        | 0        |
| Trabzonspor | Összesen | Összesen         | 20        | 0         | 14    | 0    | 0          | 0          | 34       | 0        |
| Herediano   | 2019–20  | Primera División | 43        | 0         | 0     | 0    | 2          | 0          | 45       | 0        |
| Herediano   | 2020–21  | Primera División | 8         | 0         | 0     | 0    | —          | —          | 8        | 0        |
| Herediano   | Összesen | Összesen         | 51        | 0         | 0     | 0    | 2          | 0          | 53       | 0        |
| Limón       | 2020–21  | Primera División | 20        | 0         | 0     | 0    | —          | —          | 20       | 0        |
| Herediano   | 2021–22  | Primera División | 14        | 0         | 0     | 0    | —          | —          | 14       | 0        |
| Herediano   | 2022–23  | Primera División | 16        | 0         | 3     | 0    | 6          | 0          | 25       | 0        |
| Herediano   | Összesen | Összesen         | 30        | 0         | 3     | 0    | 6          | 0          | 39       | 0        |
| Saprissa    | 2022–23  | Primera División | 3         | 0         | 0     | 0    | —          | —          | 3        | 0        |
| Összesen    | Összesen | Összesen         | 262       | 0         | 33    | 0    | 37         | 0          | 332      | 0        |

### A válogatottban
| Válogatott | Év       | Pályára lépés | Gól |
| ---------- | -------- | ------------- | --- |
| Costa Rica | 2010     | 1             | 0   |
| Costa Rica | 2011     | 1             | 0   |
| Costa Rica | 2014     | 1             | 0   |
| Costa Rica | 2015     | 8             | 0   |
| Costa Rica | 2016     | 1             | 0   |
| Costa Rica | 2018     | 3             | 0   |
| Costa Rica | 2019     | 3             | 0   |
| Costa Rica | 2020     | 1             | 0   |
| Costa Rica | 2021     | 3             | 0   |
| Costa Rica | 2022     | 3             | 0   |
| Összesen   | Összesen | 25            | 0   |

## Sikerei, díjai
AZ Alkmaar
- Holland Kupa
  - Győztes (1): 2012–13

Egyéni
- U20-as labdarúgó-világbajnokság – Aranykesztyű: 2009